# Wibke Bruhns

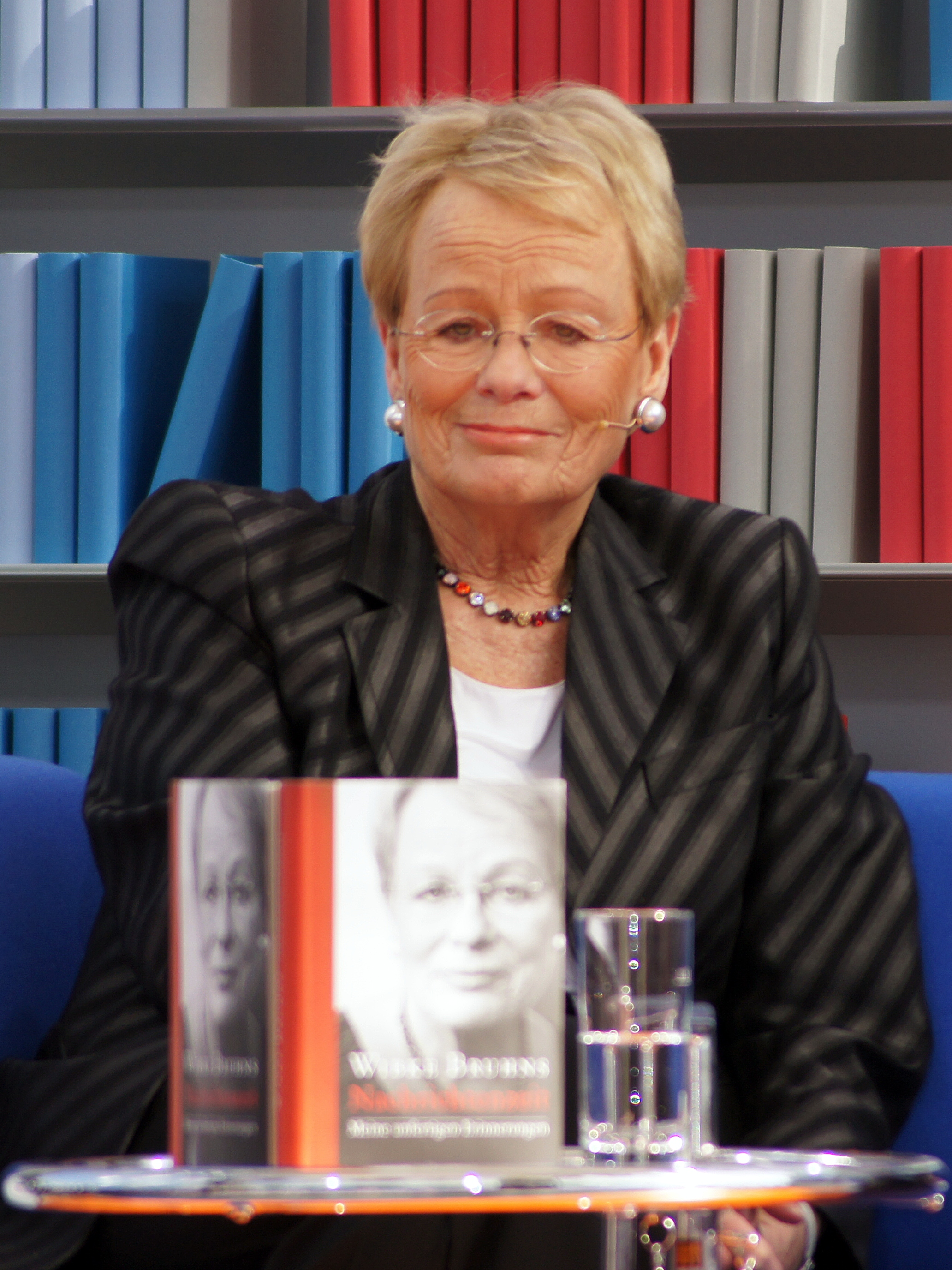
Wibke Bruhns (2012)

Wibke Gertrud Bruhns (geborene Klamroth; * 8. September 1938 in Halberstadt; † 20. Juni 2019 in Hamburg) war eine deutsche Journalistin und Autorin. Sie präsentierte 1971/72 in der Spätausgabe der Sendung heute im ZDF als erste Frau im Fernsehen der Bundesrepublik Deutschland eine Nachrichtensendung. Nach einem abgebrochenen Volontariat bei der Bild-Zeitung arbeitete sie als Redakteurin und Moderatorin in verschiedenen öffentlich-rechtlichen deutschen Hörfunk- und Fernsehsendern (NDR, WDR, SWF, VOX) und war Auslandskorrespondentin der Zeitschrift Stern in Jerusalem und Washington, D.C. sowie Sprecherin der Weltausstellung Expo 2000 in Hannover.

## Leben

### Kindheit, Jugend und Familie
Wibke Bruhns war das jüngste von fünf Kindern des Kaufmanns Hans Georg Klamroth und seiner Frau Else. Klamroth war Mitglied der Reiter-SS und im Zweiten Weltkrieg als Major der Reserve Abwehroffizier in der Wehrmacht. Er wurde am 15. August 1944 als Mitwisser des Hitler-Attentates vom 20. Juli wegen Hochverrats zum Tode verurteilt und am 26. August 1944 in Plötzensee hingerichtet.
Else Klamroth, geborene Podeus, war die Tochter eines Fabrikanten aus Wismar. In der Zeit des Nationalsozialismus war sie Ortsgruppenleiterin der NS-Frauenschaft in Halberstadt. Nach dem Tod ihres Mannes musste sie ihre Kinder allein großziehen. Im Sommer 1948 zog die Familie von Halberstadt nach Braunschweig. In Mattierzoll führte Else Klamroth zunächst eine Dependance des Halberstädter Familienunternehmens, dennoch war die Familie in finanziellen Nöten und lebte von Spenden des Hilfswerks 20. Juli. Im Jahr 1949 war Wibke Bruhns vorübergehend in einem Kinderheim in Gaienhofen am Bodensee untergebracht. Nach jahrelangen Verhandlungen wurde Else Klamroth eine Entschädigung für die Verurteilung und Hinrichtung ihres Mannes zugesprochen. 1949 trat sie in den diplomatischen Dienst der Bundesrepublik Deutschland ein und zog mit ihren Kindern nach Stockholm, wo sie Referatsleiterin an der deutschen Botschaft wurde.
Bruhns Schwester ist die Juristin und Autorin Sabine Klamroth. Ihre älteste Tochter, Annika Bruhns, geboren 1966, ist Schauspielerin und Sängerin. Ihre zweite Tochter, Meike Bruhns, geboren 1968, ist Journalistin. Bruhns heiratete 1961 den Werbekaufmann Peter Teichgräber, die Ehe wurde im Jahr darauf geschieden. Von 1965 bis zu dessen Tod 1977 war sie mit dem Schauspieler Werner Bruhns verheiratet. Aus dieser Ehe gingen die beiden Töchter hervor.
Bruhns war eine Großtante des TV-Moderators Louis Klamroth (Hart aber fair).

### Ausbildung
Bruhns besuchte in ihrer Schulzeit mehrere Internate. Vor dem Umzug nach Schweden ermöglichte ihr ein Stipendium des Hilfswerks 20. Juli, das evangelische Bugenhagen-Internat in Timmendorfer Strand zu besuchen. Später besuchte sie ein Internat in Plön, das sie wegen einer Beziehung zu einem Mitschüler verlassen musste. Die Abiturprüfungen legte Bruhns in Berlin ab. Danach ging sie für ein halbes Jahr nach London, wo ihre Mutter in der deutschen Botschaft arbeitete. Anschließend besuchte sie ein Jahr eine Handelsschule. Ein Hochschulstudium der Geschichte und Politikwissenschaften in Hamburg führte sie nicht zu Ende.

## Arbeit in den Medien

### Erste Berufserfahrungen als Journalistin
Ihre ersten journalistischen Erfahrungen sammelte Bruhns bei der Bild-Zeitung. Dort begann sie 1960 ein Volontariat, das sie jedoch abbrach, als sie mit einem Artikel, der anlässlich des Baus der Berliner Mauer in Bild erschien, nicht einverstanden war. Darin wurde die Politik der DDR mit der Machtergreifung Adolf Hitlers verglichen. Diese Gleichsetzung empfand Bruhns als Geschichtsfälschung.

### Arbeit bei Hörfunk und Fernsehen
Von 1968 bis 1971 war Bruhns freie Mitarbeiterin der Wochenzeitung Die Zeit und insbesondere des NDR-Hörfunks. Hier erhielt sie erstmals breitere Aufmerksamkeit, indem sie im Wechsel mit Monika Jetter und Henning Venske die auf den Musikgeschmack der Jugend abgestimmte Sendung Fünf-Uhr-Club moderierte. 
Im NDR-Fernsehen leistete sie außerdem, ebenfalls als freie Mitarbeiterin, regionale Berichterstattung für die Redaktion „Mensch und Landschaft“. Mit dem Vorgesetzten dieser Redaktion wechselte sie später zum neu gegründeten ZDF, wo sie unter anderem Die Drehscheibe moderierte und am Aufbau des Hamburger ZDF-Studios beteiligt war. 

#### Erste Nachrichtensprecherin in der BRD
Am 12. Mai 1971 moderierte Bruhns erstmals die Spätausgabe der ZDF-Nachrichtensendung heute. Sie war damit die erste Nachrichtensprecherin im bundesdeutschen Fernsehen. Die Tatsache, dass eine Frau Nachrichten verlas, provozierte Kritik. Ablehnende Briefe kamen vor allem von Zuschauerinnen, die Bruhns aufforderten, sich lieber um Mann und Kinder zu kümmern. Unterdessen wurde Bruhns von anderen Gruppen, darunter Gewerkschafterinnen und Feministinnen, als Vorbild gefeiert. Sie selbst sah sich nicht als Mitglied der Frauenbewegung: „Gewerkschaftsfrauen hoben mich auf ihren Schild, Frauenzeitschriften boten Schützenhilfe, und als Alice Schwarzer einen Monat später ihre Kampagne ‚Wir haben abgetrieben‘ im Stern startete, mutierte ich, obwohl völlig unbeteiligt, in der öffentlichen Wahrnehmung zu einer der Vorkämpferinnen der offenbar völlig abgedrehten deutschen Frauen“. Die Arbeit einer Nachrichtensprecherin befriedigte Bruhns kaum: „Anderer Leute Texte vorzulesen ohne eigene Interpretation war mein Ding nicht. […] Ich wollte weg. Dann aber sähe das aus, gaben die ZDF-Oberen zu bedenken, als sei das ‚Experiment‘ Nachrichtenfrau gescheitert. Das wollte ich nicht riskieren.“ Während ihrer Zeit bei heute unterstützte Bruhns den Wahlkampf von Willy Brandt, was weitere Kritik hervorrief. Nach 380 Sendungen kündigte sie und widmete sich ein Zeitlang vor allem der Familie.

#### Wechsel zu WDR und SWF
Anfang 1973 stieg sie wieder ins Berufsleben ein und arbeitete beim WDR unter anderem für das politische Magazin Panorama. 1974 wurde sie außerdem für den Südwestfunk tätig.

### Redakteurin beimStern
Neben ihrer Arbeit beim WDR begann Bruhns als freie Mitarbeiterin Artikel für die Zeitschrift Stern zu schreiben.

#### Korrespondentin in Israel
Bruhns zog für den Stern 1979 als Nahost-Korrespondentin nach Jerusalem. In dieser Position führte sie unter anderem Interviews mit Adnan Jabar, dem Attentäter von Hebron, Jassir Arafat, Mosche Dajan und Abu Ijad und berichtete über den libanesischen Bürgerkrieg.
Am 25. April 1983 publizierte der Stern die sogenannten Hitler-Tagebücher. Eine Woche später wurden sie als Fälschung entlarvt, und die zuständigen Chefredakteure der Zeitschrift traten zurück. Bruhns gehörte der Kommission für die Neubesetzung ihrer Stellen an. Im Zuge der Affäre um die gefälschten Tagebücher trat sie auch in der Fernsehsendung Der Internationale Frühschoppen auf, in der sie die Handlungsweise des Stern kritisierte.
Im Jahr 1983 beschloss sie, Jerusalem zu verlassen. Als Grund nannte sie später: „Die Freude war zermürbt in Erschöpfung. Meine Neugier war nicht mehr bereit, jeden Tag die neue Katastrophe zu erwarten.“ Ihre Erlebnisse als Nahost-Korrespondentin hielt sie in ihrem Buch Mein Jerusalem (1982) fest.

#### Korrespondentin in den USA
Vom Sommer 1985 an war Bruhns Korrespondentin des Stern in Washington, D.C. Sie berichtete unter anderem über das politische Geschehen in der Amtszeit Ronald Reagans, die verschiedenen Religionsgemeinschaften in Nordamerika, den INF-Vertrag zur Vernichtung von Atomwaffen und führte Interviews unter anderem mit dem Physiker Edward Teller, der als „Vater der Wasserstoffbombe“ bekannt wurde. Für eine Reportage für die Zeitschrift Geo über das Vietnam-Denkmal in Washington wurde sie mit dem Egon-Erwin-Kisch-Preis ausgezeichnet.

### Spätere Berufsjahre und Lebensende
Nach vier Jahren in den USA kehrte Bruhns nach Europa zurück und zog zunächst nach Ingolsheim im Elsass. Ab 1989 arbeitete sie wieder für den WDR und moderierte im dritten Fernsehprogramm des Senders mit Gisela Marx die politische Talkshow Drei vor Mitternacht. Außerdem moderierte sie regelmäßig im Wechsel mit Marx, Dieter Thoma, Manfred Erdenberger u. a. das Mittagsmagazin im WDR-Hörfunk, machte Sendungen bei der Deutschen Welle, drehte Filme für Arte und den Südwestfunk und schrieb Kolumnen und Kommentare für Printmedien, darunter die Abendzeitung, die Zeitschrift Natur und weiterhin der Stern.
Von 1993 an moderierte Bruhns die Nachrichten im neuen Fernsehsender VOX. Nachdem VOX am 1. April 1994 in die Liquidation gegangen und 250 Mitarbeitern gekündigt worden war, wechselte sie 1995 zum Ostdeutschen Rundfunk Brandenburg, dessen Kulturchefin sie wurde. 
Im Jahr 2000 war sie Sprecherin der Weltausstellung Expo 2000 in Hannover.

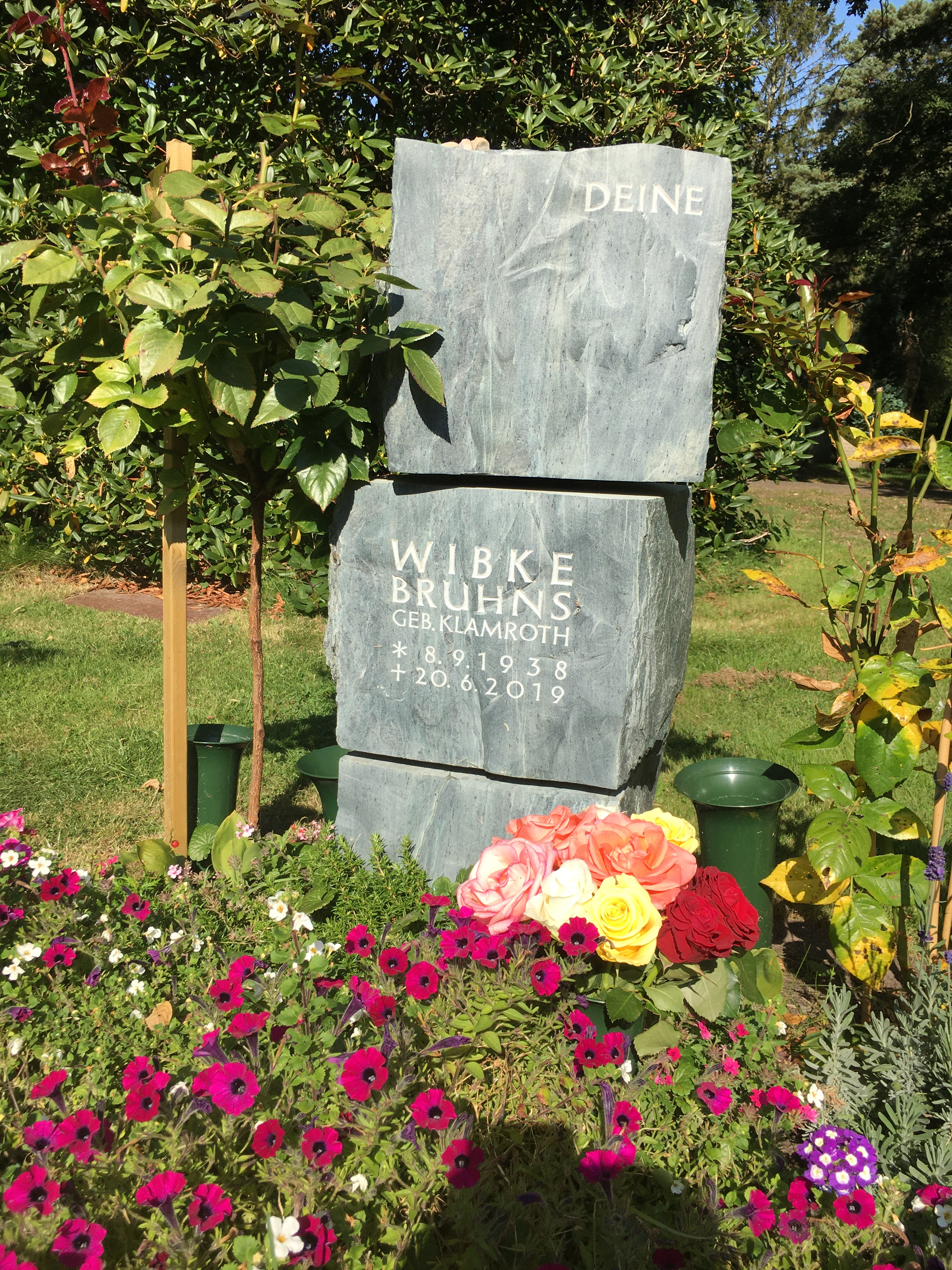
Grabstätte auf dem Friedhof Ohlsdorf

Wibke Bruhns lebte zuletzt in Berlin. Sie starb am 20. Juni 2019. Am 19. Juli 2019 fand in der Kapelle 13 auf dem Friedhof Ohlsdorf in Hamburg zu ihren Ehren eine Trauerfeier statt, der 170 Familienangehörige und Kollegen beiwohnten. Beigesetzt ist Bruhns an der Grabstelle BK 61-1121. In zahlreichen Zeitungsmeldungen, TV- und Hörfunkberichten wurde insbesondere an ihre Rolle als erste Nachrichtensprecherin des bundesdeutschen Fernsehens erinnert.

## Politisches Engagement
Schon als Studentin in Hamburg war Bruhns Mitglied der SPD. Kurz nachdem sie als Nachrichtensprecherin bekannt geworden war, unterstützte sie aktiv den SPD-Wahlkampf von Bundeskanzler Willy Brandt 1972. Für zahlreiche Wahlveranstaltungen tourte sie durch ganz Deutschland, was für Kritik und Aufruhr sorgte. Währenddessen beauftragte die CDU die Erstellung eines Gutachtens, das klären sollte, ob es erlaubt sei, als Angestellte eines öffentlich-rechtlichen Fernsehsenders politisch aktiv zu sein. Das Gutachten ergab, dass dies nicht erlaubt sei, allerdings wurde es erst nach dem Wahlkampf fertiggestellt. Das Gerücht, sie habe eine Liebesbeziehung zu Willy Brandt unterhalten, dementierte Bruhns und gewann mehrere Gerichtsverfahren gegen Medien, die solche Gerüchte verbreiteten.

## Publikationen

### Artikel (Auswahl)
- Trendwende im Nahost. In: Stern, 12. Februar 1981, Nr. 8, S. 238. (Dieser Artikel ist einer von vielen, die in jener Zeit entstanden, in der Wibke Bruhns als Korrespondentin für den Stern in Israel arbeitete. Im Artikel berichtet sie über erste Zeichen der Annäherung zwischen den sich damals schon über Jahre bekriegenden Israelis und Palästinensern. Im Artikel begründet Bruhns ihre Beobachtung mit folgender Grußbotschaft eines Politikers der Palästinensischen Befreiungsorganisation (PLO): „Früher als unsere Feinde es glauben, wird der Frieden zwischen dem palästinensischen Staat und dem Staat Israel, zwischen den beiden Völkern entstehen. Und er wird fortdauern.“[35])

- Die letzten Tage von Beirut. In: Stern, 5. August 1982, Nr. 36, S. 106. (Auch dieser Artikel entstand während Bruhns’ Israel-Korrespondentschaft. Sie gibt darin einen Überblick über die politischen Geschehnisse während des libanesischen Bürgerkrieges und kritisiert die fehlende Hilfe der Sowjetunion und der DDR: „Die erwartete Hilfe der Sowjetunion im Libanon-Krieg blieb aus“.[36])

- Exodus in eine fremde Heimat. Rußland-Emigranten in Israel (mit Thomas Hegenbart). In: GEO, Hamburg, April 1992 (4), S. 88–104.

- Als sich das ZDF etwas traute. In: Die Zeit, 28. Mai 2009, online. (In diesem Artikel beschreibt Bruhns ihre Arbeit als erste weibliche Nachrichtensprecherin im westdeutschen Fernsehen sowie ihre Rolle als Wahlkampfhelferin von Willy Brandt.[37])

### Bücher
- Ich bekomme ein Kind (mit Ursula Klamroth). Falken-Verlag Erich Sicker, Wiesbaden 1969.

- In aller Munde: Fremdwörter. 1000 Begriffe, die uns täglich begegnen. Schwann, Düsseldorf 1972.

- Mein Jerusalem. Bilder von Amos Schliack. Gruner und Jahr, Hamburg 1982, ISBN 3-570-04952-3. (In Mein Jerusalem schildert Wibke Bruhns ihre Erfahrungen als Stern-Korrespondentin in Israel.)

- Der Mann im Gegenlicht. In: Roger Anderson, Wibke Bruhns, Emanuel Eckardt et al.: Medienmacher. Journalisten beschreiben die Herrscher der Vierten Gewalt. Rasch und Röhring, Hamburg 1996, ISBN 3-89136-568-3.

- Meines Vaters Land. Geschichte einer deutschen Familie. Econ Verlag, Berlin 2004, ISBN 3-430-11571-X. (In diesem Buch beschreibt sie das Leben ihres Vaters Hans Georg Klamroth, der zunächst ein Anhänger des Nationalsozialismus, Mitglied der NSDAP und der SS war und später als Mitwisser des Hitler-Attentates hingerichtet wurde.)

- Nachrichtenzeit. Meine unfertigen Erinnerungen. Droemer Verlag, München 2012, ISBN 3-426-27562-7. (In ihrer Autobiografie schildert Bruhns private und berufliche Erfahrungen und führt zugleich durch die wichtigsten politischen Ereignisse der zurückliegenden Jahrzehnte.)

## Film
- Meines Vaters Land – Eine deutsche Familiengeschichte. Fernsehdokumentation, Deutschland 2007, 45 Min., Buch und Regie: Gabriele Conradt und Gabriele Dennecke, Produktion: RBB, Erstsendung: 3. Januar 2007

## Rezeption
Wibke Bruhns wurde mehrfach zum Gegenstand öffentlicher Diskussionen. Am meisten Aufsehen erregte wohl das Gerücht, sie habe mit Bundeskanzler Willy Brandt eine Affäre gehabt. Diese Gerüchte begannen 1973, als Brandt die Journalistin bei einem Staatsbesuch in Israel zu später Stunde zu sich ins Hotelzimmer einlud. Nachdem sie gegen zwei Uhr morgens das Hotelzimmer verlassen hatte, verbreitete sich das Gerücht innerhalb weniger Stunden. Ein weiterer Grund für das Gerücht ergab sich, als Bruhns und ihre Familie die Sommerferien im Feriendomizil der Familie Brandt verbrachten.
Im Jahr 1974 tauchte das Collier einer Dame in Willy Brandts Hotelbett auf, woraufhin Gerüchte entstanden, Brandt hätte eine Affäre. Es entstanden Gerüchte, das Collier gehöre Wibke Bruhns. Das Gerücht um eine Affäre zwischen Brandt und Bruhns verebbte etwas, als Brigitte Seebacher-Brandt, die Ehefrau Brandts, bekannt gab, dass ihr Mann längere Zeit mit der Journalistin Heli Ihlefeld liiert gewesen sei. Auch Bruhns gab an, davon gewusst, aus Gründen der Diskretion die Verwechslung aber nicht klargestellt zu haben.
In den letzten Jahren kam von Feministinnen vermehrt Kritik an Bruhns auf. Im Januar 2013 war sie zu Gast bei Günther Jauch. Für Diskussionen in Online-Foren sorgten ihre den Sexismus verharmlosenden Aussagen. Unter anderem erwähnte sie etwa, dass Frauen Frauen seien und Männer Männer und, dass sie so unterschiedlich wie Stiere und Kühe seien und Frauen keine Chance gegen Sexismus hätten.

### Literarische Rezeption
Wibke Bruhns’ schriftstellerische Werke wurden überwiegend positiv bewertet.
Ihr Buch Meines Vaters Land wurde 2004 zum Bestseller. Hermann Rudolph fasst im Tagesspiegel zusammen: „Wibke Bruhns arrangiert das Riesenmaterial, das ihr aus dem Familiennachlass entgegenquoll, geschickt und stellt es klug in den Rahmen der ‚großen‘ Geschichte. Aber sie hält sich aus der Geschichte nicht heraus, sie kann und will es nicht, und indem sie erzählt, zitiert und erklärt, hadert sie mit dem Vater, leidet mit der Mutter, rechnet ab mit den Sitten und Gebräuchen des Großclans, freilich oft auch mit Spott und Verblüffung.“ Auch Joachim Kronsbein beschreibt das Buch im Spiegel als „eine faszinierende Mischung aus privater Chronik, zeitgeschichtlichem Report und persönlicher Identitätssuche“.
In der Frankfurter Rundschau schreibt Elke Schubert: „Doch viel bedeutsamer als die Annäherung an den unbekannten Vater und seine Beweggründe ist, dass es der Autorin gelungen ist, die Zwangsläufigkeit und Ignoranz aufzuzeigen, mit der die Klamroths trotz aller Weltoffenheit in den Nationalsozialismus ‚hineinrutschten‘ und innerhalb kürzester Zeit jene Werte akzeptierten, welche die ‚rassisch‘ begründete Verfolgung und die Unterdrückung jeder abweichenden Anschauung implizierten.“ Auch Sabine Vogel lobt in der taz: „Raffiniert montiert Wibke Bruhns Briefzitate, Informationen zur politischen und wirtschaftlichen Lage und ihre eigenen Kommentare zu einer anschaulichen Schilderung.“ Sie merkt allerdings auch an: „Etwas unklar bleibt […], auf welcher Quellenbasis die Angaben beruhen. […] Bei den erklärenden Passagen zum Zeitgeschehen wüsste man gern, welche Sekundärliteratur die Autorin zitiert.“
Christian Esch konstatiert in der Berliner Zeitung: „Die Tochter hält [ihrem Vater] Verfehlungen […] streng und deutlich vor, ebenso wie seine manische Untreue in der Ehe. […] Merkwürdig mild urteilt sie dagegen, wo es um die Täterschaft des Vaters im engeren Sinne geht.“

## Auszeichnungen
- 1989: Egon-Erwin-Kisch-Preis für ihre GEO-Reportage über das Vietnam-Denkmal in der US-Hauptstadt Washington
- 2006: Friedrich-Schiedel-Literaturpreis für Meines Vaters Land
- 2007: Hedwig-Dohm-Urkunde des Journalistinnenbundes für ihr journalistisches Lebenswerk